# Signs and Wonders
Pour plus de détails, voir Fiche technique et Distribution.
Signs and Wonders est un thriller psychologique français réalisé par Jonathan Nossiter et coécrit avec le poète britannique James Lasdun (en), sorti en 2000.
Le film, inspiré du roman surréaliste polonais Kosmos (en) de Witold Gombrowicz, marque le retour au grand écran dans un rôle de premier plan de Charlotte Rampling après quelques années où elle n'a joué que des rôles de second plan.
La musique est composée par Adrian Utley du groupe britannique Portishead.

## Fiche technique
- Titre : Signs and Wonders
- Réalisation : Jonathan Nossiter
- Scénario : James Lasdun et Jonathan Nossiter
- Musique : Adrian Utley
- Photographie : Giorgos Arvanitis
- Montage : Madeleine Gavin
- Production : Marin Karmitz
- Société de production : Goatworks Films, Ideefixe Productions, Industry Entertainment, MK2 Productions et Sunshine Amalgamedia
- Pays :  France
- Genre : drame et thriller
- Durée : 105 minutes
- Dates de sortie : 
  -  Allemagne : Festival de Berlin 2000 (en compétition)
  -  France : 29 mars 2000

## Distribution
- Stellan Skarsgård : Alec
- Charlotte Rampling : Marjorie
- Deborah Kara Unger : Katherine
- Dimitris Katalifos : Andreas
- Ashley Remy : Siri
- Dave Simonds : Kent
- Arto Apartian : le policier interprète
- Alexandros Mylonas : le capitaine de police
- Dimitris Kaberidis : Sotiris
- Themis Bazaka
- Michael Cook
- Jake Crumbine
- Peggy Gennatiempo
- Steven Goldstein
- Maria Katsoulidi
- Steven Edward Zate

## Lieux de tournage
- En Grèce, à Athènes et au nord de l'Épire
- Quelques courtes séquences dans le Vermont et l'État de New York

## Réception critique
Les Cahiers du cinéma ont classé Signs and Wonders comme l'un des dix meilleurs films de l'année.